# Pterinochilus murinus
La tarántula babuina naranja (Pterinochilus murinus) es una especie de tarántula del género Pterinochilus, perteneciente a la familia Theraphosidae. Se la puede encontrar en el continente africano, concretamente en las regiones del centro y Sur de África.
Es conocida por varios nombres en castellano como tarántula babuína de Usambara, tarántula babuína naranja/roja/dorada o tarántula mono dorada, y otros en inglés como Mombasa golden starburst tarantula, Orange baboon tarantula u Orange bitey thing.
Debe tenerse muy en cuenta que esta especie es muy nerviosa y realmente agresiva y no debería ser manipulada si no se conoce cómo hacerlo. Su mordedura es extremadamente dolorosa y el veneno puede provocar hinchazón local, dolor severo en el área de la mordedura, fiebre alta, sudoración excesiva, espasmos musculares, mareos y vómitos.

## Descripción física
Existen cuatro variedades cromáticas de esta especie:
- P. murinus TCF (Typical color form, en inglés; Coloración típica, en castellano): La tarántula presenta una coloración dorada, reflejos verdosos en la parte anterior de las puntas de las patas, tonalidades rosadas en el opistosoma y un pelaje largo.
- P. murinus UMV (Usambara mountain variant, en inglés; Variante de las montañas de Usambara, en castellano): La tarántula presenta un color amarillo anaranjado, más próximo al naranja. Esta variedad suele confundirse con P. murinus RCF debido al gran parecido.
- P. murinus RCF (Red color form, en inglés; Coloración roja, en castellano): La tarántula presenta un color naranja intenso y un pelaje corto y largo.
- P. murinus DCF (Dark colour form, en inglés; Coloración oscura, en castellano): La tarántula presenta una coloración grisácea y negra. El prosoma presenta tonalidades doradas y el dibujo en forma de radial de éste es de color negro.

Los machos tienen una esperanza de vida de unos cuatro o cinco años y alcanzan un tamaño máximo de diez u once centímetros. Las hembras viven más, hasta trece años, y alcanzan un tamaño máximo de trece centímetros.

## Dimorfismo sexual
Los machos adultos de P. murinus presentan espolones tibiales. Estos aparecen tras la muda de madurez.

## Mascota
El mantenimiento de esta especie es sencillo, ya que requiere una temperatura diurna de 27 °C con un descenso de 2 o 3 grados por la noche. No es bueno sobrealimentar a esta especie, así que su dieta consta de uno o dos grillos por semana para los ejemplares jóvenes y dos o tres para los adultos.
Un terrario de 40x30x30 cm es suficiente para esta especie, con un recipiente para que pueda beber, y un par de rocas grandes donde pueda refugiarse y hacer su madriguera.
| TCF                        |
| Pterinochilus murinus TCF. |

| Espolón tibial  |
| Espolón tibial. |

- Datos: Q135011
- Multimedia: Pterinochilus murinus / Q135011
- Especies: Pterinochilus murinus